# کریس تامپسون (شناگر)
کریس تامپسون (به انگلیسی: Chris Thompson) (زادهٔ ۳۰ نوامبر ۱۹۷۸) شناگر اهل ایالات متحده آمریکا است.